# NGC 2495
NGC 2495 је спирална галаксија у сазвежђу Рис која се налази на NGC листи објеката дубоког неба.
Деклинација објекта је + 39° 50' 26" а ректасцензија 8h 0m 33,2s. Привидна величина (магнитуда) објекта NGC 2495 износи 15,2 а фотографска магнитуда 15,8. NGC 2495 је још познат и под ознакама MCG 7-17-8, MK 383, CGCG 207-16, KUG 0757+399, PGC 22457.